# Нижний Быстрый
Ни́жний Бы́стрый (укр. Нижній Бистрий) — село в Горинчовской сельской общине Хустского района Закарпатской области Украины.
Находится в 35 км от Хуста и 24 км от Межгорья. Общая площадь села — 119 км². Население — 2260 чел., Количество домохозяйств — 713. Высота над уровнем моря — от 202 до 1220 м.
Село является горным населенным пунктом. Население по переписи 2001 года составляло 1195 чел., по состоянию на 2004 год — 2260 чел. Почтовый индекс — 90421. Телефонный код — 3142. Код КОАТУУ — 2125386201.

## История
Название села Нижнего Быстрого не менялась на протяжении всей его истории. Впервые упоминается в исторических документах Мараморошской жупы в 1668 г. По рассказам старожилов, название села происходит от того, что оно расположено между крутых склонов гор-быстрин, отсюда «Быстрый», а «Нижний» потому, что вверх по реке на расстоянии 45 км расположено село Верхний Быстрый.